# Хофер, Джоэль
Джо́эль Хо́фер (англ. Joel Hofer; род. 30 июля 2000, Виннипег) — канадский хоккеист, вратарь клуба НХЛ «Сент-Луис Блюз» и сборной Канады. Чемпион мира 2023 года.

## Биография

### Клубная карьера
Хофер начинал карьеру в «Свифт-Каррент Бронкос» в качестве резервного вратаря и помог своей команде выиграть в 2018 году Кубок Эда Чиновета. На драфте НХЛ 2018 году был выбран в 4-м раунде под общим 107-м номером клубом «Сент-Луис Блюз».
После выбора на драфте продолжил карьеру в «Свифт-Каррент Бронкос», в котором стал основным вратарём, а затем перешёл в «Портленд Уинтерхокс». 22 марта 2019 года подписал с «Блюз» трёхлетний контракт новичка. В начале сезона 2021/22 присоединился к фарм-клубу «Блюз» «Спрингфилд Тандербёрдс», в котором отыграл два сезона.
Дебютировал в НХЛ 5 ноября 2021 года в матче против «Сан-Хосе Шаркс»; матч закончился победой «Блюз» со счётом 5:3. Хофер дебютировал в НХЛ в возрасте 21 года и 95 дней, став самым молодым вратарём в истории «Блюз», который выиграл свой дебютный матч в НХЛ.
3 января 2023 года Хофер подписал с «Блюз» двухлетний односторонний контракт на сумму 1,55 млн долларов.

### Карьера в сборной
Хофер играл за молодёжную сборной Канады на молодёжном чемпионате мира 2020 года, став по ходу турнира основным вратарём. Сборная Канады обыграла в финале сборную России со счётом 4:3, проигрывая по ходу матча 1:3. Хофер был признан лучшим вратарём чемпионата и вошёл в символическую сборную турнира.
Вошёл в состав сборной Канады на чемпионат мира 2023 года в качестве запасного вратаря, сыграв за сборную две игры. В составе сборной Канады стал чемпионом мира.
Хофер был включён в состав сборной на чемпионат мира 2024 года. На турнире сыграл один матч со сборной Великобритании, который завершился победой Канады со счётом 4:2.